# Józef Hutten-Czapski (1760–1810)
Józef Grzegorz Longin Hutten-Czapski herbu Leliwa, hrabia, (ur. 1760, zm. 1810) – generał major wojsk koronnych, prezes Sądu Apelacyjnego w Bydgoszczy w czasie Księstwa Warszawskiego, rodzony brat Mikołaja, szef brygady kawalerii narodowej. Ojciec Józefa Napoleona Czapskiego.

## Życiorys
Urodził się 12 marca 1760 r. w Bukowcu k. Świecia. Był młodszym synem generała-lejtnanta wojsk koronnych Antoniego Michała, podkomorzego chełmińskiego i Kandydy z Lipskich herbu Grabie, kasztelanki łęczyckiej.
W latach 1770–1772 ojciec umieścił go w Szkole Rycerskiej. Potem, do 1774 r. uczęszczał do Collegium Nobilium. Od 1777 r. służył w randze kapitana pod dowództwem brata Mikołaja w wystawionym przez ojca pułku stacjonowanym w Radomiu. W latach 1781–1782 towarzyszył staroście warszawskiemu, generałowi Brühlowi w podróży po Niemczech, w czasie której został z okazji pobytu w Berlinie przedstawiony Fryderykowi Wielkiemu i otrzymał propozycję wstąpienia do armii pruskiej, z której wprawdzie nie skorzystał ale, czując się zaszczycony królewską życzliwością, do końca życia zachował przychylność wobec Prus.
W 1783 r., po rezygnacji ojca awansował na pułkownika, podczas gdy brat Mikołaj przejął szefostwo pułku. W grudniu 1788 r. został członkiem Komisji Wojskowej Obojga Narodów, gdzie pracował w administracji, zajmując się umundurowaniem i uzbrojeniem. W 1790 r. otrzymał awans na generała-majora i dowództwo Wielkopolskiej Brygady Kawalerii. Podczas wojny polsko-rosyjskiej 1792 r. wchodził w skład Sztabu Generalnego WP. Czasy rządów targowiczan przeczekał w rodzinnym Bukowcu w zaborze pruskim. W 1794 r. przyłączył się na krótko do insurekcji kościuszkowskiej, ale wkrótce stracił do niej entuzjazm i schronił się pod przybranym nazwiskiem u matki w Bydgoszczy, podczas gdy jego regiment został prawie doszczętnie wytrzebiony w bitwie pod Maciejowicami i w czasie rosyjskiego szturmu Warszawy.
W listopadzie 1794 r. wrócił do Warszawy i zajmował się ratowaniem resztek swej wyniszczonej własności w stolicy. W latach 1795–1798 nawiązał w Bydgoszczy ścisłe stosunki z pruskim światem urzędniczym. 27 września 1804 wraz z bratem Mikołajem uzyskał pruski tytuł hrabiowski z przydomkiem von Hutten (zob. Czapscy), rok później sprzedał bratu pół majątku Bukowiec.
W marcu 1807 r., w okresie Księstwa Warszawskiego, został wyznaczony do rewizji aktów hipotecznych w departamencie bydgoskim. 25 marca tego roku został konsyliarzem Sądu Apelacyjnego departamentu bydgoskiego i jego wiceprezesem, a później prezesem oraz egzaminatorem w Korpusie kadetów. Jako prezes klubu towarzystwa rozrywkowego „Harmonia” miał poważny zatarg z prefektem departamentu bydgoskiego Antonim Gliszczyńskim, który rozwiązał klub pod zarzutem nielojalności politycznej członków.
Dobrami swoimi administrował przy pomocy plenipotentów. Pozostawił legat na utrzymanie w Bukowcu chirurga i przytułku dla bezpłatnego leczenia ubogiej ludności. Zmarł 3 października 1810 r. w rodzinnym Bukowcu.

### Rodzina
Józef Hutten-Czapski był żonaty z Marianną Kornelią z Pławińskich herbu Junosza (ur. ok. 1770). Miał z nią syna, Józefa Napoleona. Całość swego majątku pozostawił jedynemu synowi Józefowi Napoleonowi, który po jego śmierci popadł w spór ze stryjem Mikołajem, zaprzeczającym mu prawa dziedziczenia i przynależności do rodziny Czapskich, tak że po długotrwałym procesie młodzieńcowi pozostawiono tylko jeden niewielki folwark ojcowski.

## Odznaczenia
- Order Świętego Stanisława nadany mu z rąk króla Stanisława Augusta Poniatowskiego (1789).